# Sainte-Marthe, Lot-et-Garonne
Sainte-Marthe là một xã của tỉnh Lot-et-Garonne, thuộc vùng Nouvelle-Aquitaine, tây nam nước Pháp.